# V Bird
V Bird, eigentlich V Bird Airlines Netherlands BV, war eine niederländische Fluggesellschaft mit Sitz in Maastricht.

## Geschichte
Die Gesellschaft wurde im Jahr 2003 gegründet und startete am 27. Oktober 2003 zum ersten Mal von ihrer Basis auf dem Flughafen Niederrhein an der deutsch-niederländischen Grenze. Bereits in den ersten drei Wochen geriet das Unternehmen in die Schlagzeilen, als wegen einer noch bestehenden Wochenendbeschränkung auf dem Flughafen Weeze/Niederrhein mehrere Flüge an den Wochenenden ausfielen oder auf andere Flughäfen umgeleitet werden mussten. Seit April 2004 verfügte V Bird über eine eigene Fluglizenz. Bis zu diesem Zeitpunkt wurden die Flüge unter Flugnummern der niederländischen DutchBird durchgeführt.
Am 14. Oktober 2004 stellte V Bird den Flugbetrieb ein. Wenige Tage später musste die mit 40 Millionen Euro verschuldete Fluglinie beim Amtsgericht Maastricht Insolvenz anmelden. Nach eigenen Angaben verfügte V Bird Anfang 2004 über 160 Mitarbeiter, von denen 60 % aus Deutschland kamen.
V Bird hatte das Ziel, preiswertes Fliegen mit Service zu verbinden und so das in den USA von JetBlue erfolgreich durchgeführte Konzept nach Europa zu transferieren. So wollte V Bird etwa eine größere Beinfreiheit als andere Billigfluggesellschaften und LCD-Bildschirme für jeden Sitz bieten. Außerdem warb das Unternehmen nicht nur mit Mindest-, sondern auch mit den Höchstpreisen.

## Ziele

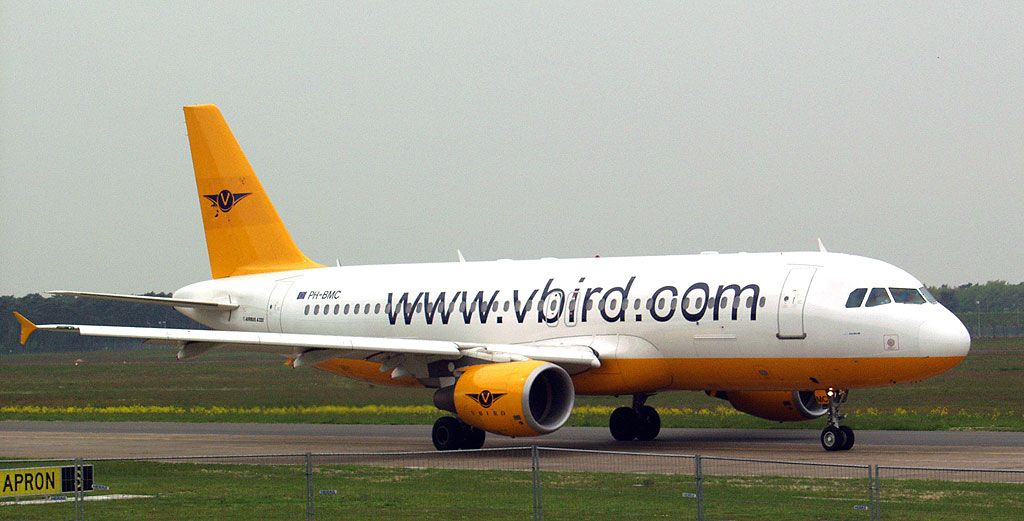
Ein Airbus A320-200 der V Bird

V Bird bot hauptsächlich von ihrem Heimatflughafen Weeze/Niederrhein aus Flüge an. Das Streckennetz umfasste unter anderem folgende Ziele:
- Alicante
- Berlin-Schönefeld
- Fuerteventura
- Helsinki
- Kopenhagen
- Maastricht/Aachen
- Manchester
- München
- Nizza
- Palma de Mallorca
- Prag
- Rom-Ciampino
- Stockholm-Arlanda
- Thessaloniki
- Wien

Im Sommer 2004 flog V Bird für rund 4 Wochen auch die Flughäfen auf Rhodos und Gran Canaria an.

## Flotte
Im Oktober 2004 verfügte V Bird über drei geleaste Airbus A320-200 (Kennzeichen PH-VAC, PH-VAD, PH-VAE) sowie einen weiteren A320, der von der Dutchbird (PH-BMC) im Wet-Lease ausgeliehen worden war. Auch eine Fokker 100 (EI-DFC) der irischen EU-Jet gehörte zwischenzeitlich zur Flotte. Die drei A320 wurden am Tag der Flugbetriebseinstellung zurück zum Leasinggeber überführt.